# أم دافوق (قرية)
أم دافوق هي قرية تقع في محافظة فاكاغا بجمهورية إفريقيا الوسطى. تقع المدينة على جانب جمهورية إفريقيا الوسطى من الحدود مع السودان؛ وعلى الجانب السوداني من الحدود تقع أم دافوق بولاية جنوب دارفور.
وفقًا لتعداد عام 2003، يبلغ عدد سكان أم دافوك 2915 نسمة، ومع ذلك، اعتبارًا من عام 2023، أصبحت القرية موطنًا لآلاف اللاجئين الفارين من الحرب الأهلية في جمهورية إفريقيا الوسطى والصراع في السودان.

## التاريخ
بعد استقلال جنوب السودان في عام 2011، أصبح الطريق الذي يمر عبر أم دافوك هو المعبر الوحيد المتبقي بين جمهورية إفريقيا الوسطى والسودان.

### الصراع
شهدت محافظة فاكاجا، حيث تقع أم دافوك، قتالًا كبيرًا كجزء من الحرب الأهلية في جمهورية إفريقيا الوسطى.
في 14 أكتوبر 2019، تمت السيطرة على أم دافوك من قبل حركة تحرير أفريقيا الوسطى من أجل العدالة [الإنجليزية] (MLCJ). في 16 ديسمبر، استعادتها الجبهة الشعبية لإعادة إحياء جمهورية إفريقيا الوسطى (FPRC).
لعناصر مسيرية المسلحة وجود قوي في أم دفوق. وفقًا لتقرير صادر عن مجلس الأمن التابع للأمم المتحدة في عام 2021، تشارك قوات المسيرية في فرض ضرائب غير قانونية في أم دفوق. في 3 فبراير 2021 هاجمت قوات المسيرية قافلة إنسانية في أم دفوق. في ذلك الوقت تقريبًا، وجدت بعثة الأمم المتحدة الميدانية أن قوات المسيرية قد بسطت سيطرتها على طول الحدود مع السودان. بالقرب من أم دفوق، وعلى مقربة من الحدود السودانية، هاجمت عناصر مسلحة من المسيرية دورية لقوات الدفاع الوطني في 16 أبريل / نيسان. أسفر الهجوم، الذي وقع في منطقة أم سيسيا القريبة، عن مقتل ثلاثة أشخاص وإصابة أربعة آخرين. في 12 مايو، غادر جنود من قوات الدفاع الوطني المتمركزة في أم دافوك إلى بيراو، بعد التهديدات المستمرة من الميليشيات المحلية. في ذلك المساء، تعرضت قافلتهم لكمين في هجوم أسفر عن إصابة شخصين. افترض مجلس الأمن الدولي أن الهجوم نفذته عناصر مسلحة من المسيرية بالقرب من دونغور.
في الأسابيع التي أعقبت اندلاع الصراع في السودان عام 2023، فر ما يقرب من 10000 شخص من السودان إلى أم دفوق.

## الجغرافيا

محافظة فاكاجا، حيث تقع أم دافوك.

تقع المستوطنة الصغيرة داخل حدود الأراضي العشبية الإفريقية والصحراء الكبرى وتنتمي لمنطقة شبه استوائية من القارة. تقع أم دافوك في منطقة معرضة للفيضانات، وتتميز بموسم رطب خلال أشهر الصيف.

## التعليم
توجد مدرستان في القرية. احترقت إحداهما خلال الحرب الأهلية.

## الرعاية الصحية
يوجد في أم دافوك مركز صحي واحد.